# Svatopluk Němeček

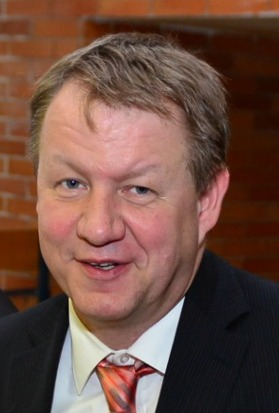
Svatopluk Němeček (2014)

Svatopluk Němeček (* 23. Februar 1972 in Bohumín) ist ein tschechischer Arzt und Politiker der sozialdemokratischen Partei ČSSD. Von Januar 2014 bis November 2016 war er Gesundheitsminister in der Regierung Bohuslav Sobotka.
Němeček studierte an der medizinischen Fakultät der Palacký-Universität Olmütz. Er arbeitete im Krankenhaus Bohumín. In den Jahren 2005 bis 2014 war Němeček Direktor der Universitätsklinik Ostrava. Zudem ist er Stadtrat in seiner Heimatstadt Bohumín.